# Эйсмонт, Алексей Матвеевич
Алексе́й Матве́евич Э́йсмонт (пол.  Alojzy Alexander Eysymontt, 1791—1849) — российский генерал, участник Отечественной войны 1812 года.

## Биография
Родился в 1791 году, происходил из польских дворян, сын гродненского стольника Мацея Тадеуша Эйсмонта.
Образование получил в Гродненском кадетском корпусе и поступил на российскую военную службу в 1806 году подпоручиком в 4-ю артиллерийскую бригаду. В том же 1806 году Эйсмонт принимал участие в кампании против французов в Польше и Восточной Пруссии, отличился в сражениях при Пултуске и Прейсиш-Эйлау, был награждён орденом св. Анны 3-й степени.
9 февраля 1811 года произведён в поручики.
В 1812 году Эйсмонт был во множестве сражений при изгнании наполеоновской армии из России. 3 января 1813 года за Бородинское сражение он был удостоен золотой шпаги с надписью «За храбрость». 30 декабря 1813 года Эйсмонт был награждён орденом св. Георгия 4-й степени (№ 2775 по кавалерскому списку Григоровича — Степанова)
За отличия в сражениях с французами при Борисове и Студянке.
Затем он принимал участие в Заграничных походах 1813—1814 годов, сражался с французами при Лютцене, Бауцене, Дрездене, Кульме и Лейпциге, 5 декабря 1813 года произведён в штабс-капитаны. Завершил же он своё участие в Наполеоновских войнах штурмом Парижа в 1814 году.
В 1816 году произведён в полковники и с 1820 года служил в артиллерии Литовского отдельного корпуса, а с 1822 года командовал 16-й артиллерийской бригадой.
27 апреля 1826 года Эйсмонт был произведён в генерал-майоры и назначен командиром 2-й бригады 17-й пехотной дивизии. Среди прочих наград Эйсмонт имел ордена св. Анны 2-й степени с алмазными знаками, св. Анны 1-й степени (1830 год) и св. Владимира 4-й степени с бантом (1814 год), а также прусский орден Pour le Mérite (1813 год).
В 1839 году Эйсмонт вышел в отставку и скончался в 1849 году.

## Встреча с А. С. Пушкиным
Князь, член Попечительного комитета о колонистах Южного края П. И. Долгоруков в своем дневнике 30. 04. 1822 г. записал:

Обедал у наместника полковник артиллерийский Эйсмонт моих лет и обвешан орденами. Рассказывают, что, будучи при князе Яшвиле, он много выиграл по службе от чрезвычайного угождения сладострастию сего начальника, который, вместо наложниц, держал адъютантов. Теперь Эйсмонт смеется над молвою, имеет хороший чин, знаки отличия и, как слышно, готовится быть зятем князю Суццо. Пушкин и он спорили за столом на счет рабства наших крестьян. Первый утверждал с горячностию, что он никогда крепостных за собою людей иметь не будет, потому что не ручается составить их благополучие, и всякого владеющего крестьянами почитает бесчестным, исключая отца своего, который хотя честен, но не имеет на этот счет одинаковых с ним правил. Эйсмонт ловил Пушкина на словах, но не мог выдержать с ним равенства в состязании. Что принадлежит до наместника, то он слушал и принимался также опровергать его, но слабо и более шутками, нежели доводами сильными и убедительными, Я не осуждаю с своей стороны таковых диспутов, соглашусь даже и в том, что многие замечания Пушкина справедливы, да и большая часть благомыслящих и просвещенных людей молча сознаются, что деспотизм мелких наших помещиков делает стыд человечеству и законам, но не одобряю привычки трактовать о таких предметах на русском языке. — Пушкин ругает правительство, помещиков, говорит остро, убедительно, а за стульями слушают и внимают соблазнительным мыслям и суждениям...— Пушкин в Молдавии